# Lycurgus (Thracië)

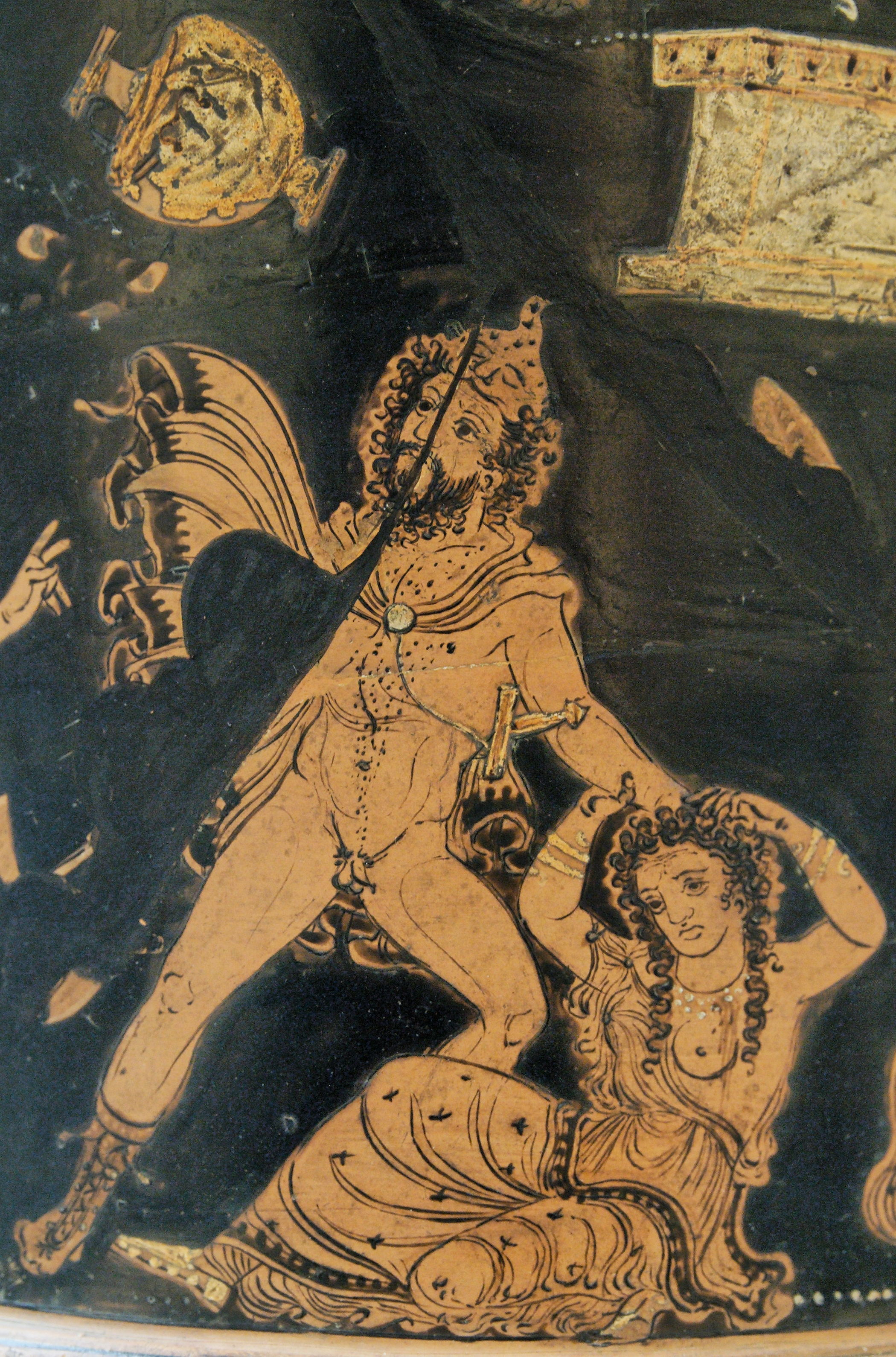
Lycurgus, krankzinnig gemaakt door Dionysos, valt zijn vrouw aan (detail van een Apulisch roodfigurige calyx-krater, ca. 350-340 v.Chr., British Museum in Londen).

Lycurgus (Oudgrieks: Λυκοῦργος / Lykourgos) was de zoon van Dryas, een legendarische koning van de Edoniërs in Thracië.
Deze verjoeg de verzorgsters van de dronken Dionysos van de Nyseïsche velden, waarbij de heilige vaten en thyrsusstaffen op de grond vielen en Dionysos zelf om zich te redden in zee sprong, waar Thetis hem opnam. Lycurgus haalde zich hierdoor de haat van de goden op de hals: Zeus sloeg hem met blindheid en verkortte zijn levensdagen.
Volgens een latere sage werd het gebied van Lycurgus door onvruchtbaarheid bezocht. Hijzelf werd krankzinnig, en in een vlaag van waanzin zag hij zijn zoon Dryas voor een wijngaardrank aan en doodde hem. Daar echter de onvruchtbaarheid voortduurde, brachten de Edoniërs hem naar de berg Pangaeus, waar Dionysos hem door paarden liet vierendelen. In een variant hierop, zou Dionysos hem door panters op de top van het Rodopegebergte hebben laten verscheuren.
Volgens anderen verzette hij zich tegen de verering van Dionysos in zijn land, en hij hakte alle wijnstokken om. Uit wraak maakte Dionysos hem krankzinnig: hij zag zijn eigen benen aan voor wijnstokken en hakte ze af.

## Lycurgusbeker
De dood van Lycurgus door Dionysos in de wijnrank is afgebeeld op de dichroïsche Lycurgusbeker uit de vierde eeuw die nanotechnologie bevat..

## Referentie
- art. Dionysus, in F. Lübker - trad. ed. J.D. Van Hoëvell, Classisch Woordenboek van Kunsten en Wetenschappen, Rotterdam, 1857, p. 283.